# Synagoge (Chorzów)

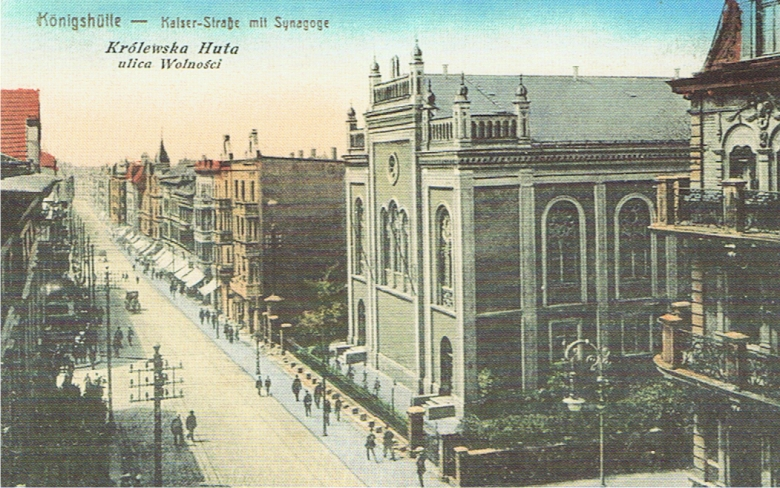
Ansichtskarte mit der Synagoge in Chorzów

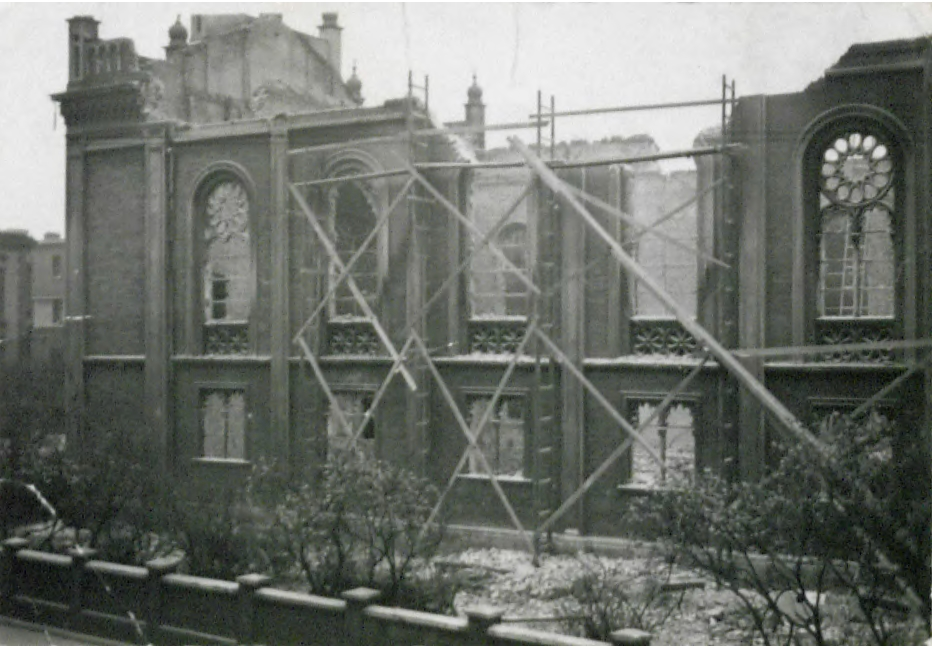
Synagogenruine im Jahr 1940

Die Synagoge in Chorzów (deutsch Königshütte), einer Stadt in der Woiwodschaft Schlesien in Polen, wurde 1874/75 in der Kaiserstraße errichtet. Bereits vor dem Bau der Neuen Synagoge – an derselben Stelle – stand ein Gebetshaus aus dem Jahr 1863. Bis 1873 wuchs die jüdische Gemeinde von Chorzow so an, dass der Wunsch nach einer größeren und prächtigeren Synagoge aufkam.
Die Planung der neuen Synagoge wurde durch Benno Groetschel, einem lokalen Architekten, durchgeführt. Eine detailreiche Überarbeitung hat der Architekt Paul Jackisch vorgenommen. Die Synagoge basiert auf einer rechteckigen achsensymmetrischen Grundform mit zwei Eingangsseiten, einem Haupteingang und einem Nebeneingang. 
Im Inneren gibt es an drei Seiten eine  Empore für die Frauen und im Erdgeschoss Sitzfläche für mehr als 400 Männer. 
Die Synagoge wurde während der deutschen Besetzung Polens am 1. Oktober 1939 zerstört und brannte bis zu den Grundmauern nieder. Im Jahr 1940 musste die Synagogenruine von jüdischen Zwangsarbeitern abgeräumt werden. Auf dem Grundstück der Synagoge steht heute ein Kaufhaus.